# قلعه سفید هنگام
بقایای قلعه سفید هنگام مربوط به دوره صفوی است و در شهرستان قیروکارزین، بخش مرکزی، دهستان هنگام، کیلومتری ۱ جاده هنگام به هورز، سمت چپ جاده واقع شده و با شمارهٔ ثبت ۲۶۶۴۸ به‌عنوان یکی از آثار ملی ایران به ثبت رسیده است.